# Сунђер Боб против Великог
„Сунђер Боб против Великог” (енгл. SpongeBob SquarePants vs. The Big One) је једанаеста епизода шесте сезоне америчке анимиране телевизијске серије Сунђер Боб Коцкалоне. Епизоду су написали Арон Спрингер, који је такође био један од режисера, Пол Тибит и Стивен Бенкс, а анимацију су режирали Ендру Овертум и супервизор Алан Смарт. Епизода је била део прославе десетогодишњице серије 2009. године. Гостујуће улоге у епизоди имају Џони Деп, који позајмљује глас ТРТ-у, Брус Браун као наратор и Дејви Џоунс, који глуми сам себе. У српској синхронизацији епизоде гостујуће улоге су имали Рамбо Амадеус као Тик и Зоран Костић Цане као ТРТ.
Радња епизоде прати Сунђера Боба и његове пријатеље — Патрика, Лигњослава, господина Крабу и Сенди — које таласи раздвајају и односе у непознате крајеве. Сунђер Боб, Патрик и Лигњослав се налазе насуканим на удаљеном тропском острву. Да би се вратили кући у Коралово, њих тројица трагају за ТРТ-ом, мајстором сурфовања који је једини који може да их научи вештини сурфовања потребној да се суоче са легендарним таласом, познатим као Велики, и врате се кући.
Епизода је премијерно емитована на каналу Nickelodeon у Сједињеним Америчким Државама 17. априла 2009. године. По премијери, епизода је привукла 5,8 милиона гледалаца и добила позитивне рецензије критичара. Дана 3. марта 2009. године, истовремено су објављени DVD и видео-игра засновани на епизоди.

## Радња
Једног врелог дана, господин Краба открива да велики број људи посећује плажу, па одлучује да тамо оде како би им продавао Кебине пљескавице. Док су Сунђер Боб, Лигњослав и господин Краба на дасци за сурфовање, срећу се с Патриком и Сенди. Патрик покушава да се попне на њихову даску, али је преврне, након чега она удара у велики талас и односи петоро пријатеља на различита места: Сунђер Боб, Патрик и Лигњослав завршавају на острву са младим сурферима, господин Краба се налази насукан усред отвореног мора са својом касом и сусреће Уклетог Холанђанина, а Сенди доспева на мало острво где од доступног материјала прави хеликоптер.
Млади сурфери на острву кажу Сунђер Бобу, Патрику и Лигњославу да је сурфовање једини начин да се врате у Коралово, након чега неуспешно покушавају да их науче. Тик, један од сурфера, открива им да постоји само једна особа која можда може да их научи сурфовању – Танасије Разуздани Таласић (ТРТ). Када га пронађу, ТРТ излази из своје колибе и сурфује на огромној дасци, што тројицу пријатеља оставља без даха. Он им каже да морају да зуре у ватру читаву ноћ како би им се тајна расветлила. Следећег дана, ТРТ изненада одлази према храму, а Сунђер Боб и остали га прате. Чим стигну на врх, почиње олуја, а ТРТ им говори да се сваких хиљаду година планете поређају на такав начин да се формира савршени талас, познат под именом „Велики”, као и да је тај тренутак управо дошао. Такође тврди да је то вероватно једини начин да се Сунђер Боб и његови пријатељи врате у Коралово, у супротном ће остати заробљени на острву заувек. На крају им открива да Велики увек захтева жртву и да се један од њих неће вратити.
Сунђер Боб, Патрик и Лигњослав крећу да зајашу талас, који постаје жив и поједе даске за сурфовање Патрику и Лигњославу. Том приликом виде господина Крабу, који тоне у талас. Њега спасава ТРТ, а када господин Краба испусти касу у воду, ТРТ зарони да је врати, приносећи себе као жртву. Сунђер Боб, Патрик, Лигњослав и господин Краба успешно сурфују на Великом и приближавају се Блатној лагуни. Сендин хеликоптер се током олује сруши у Блатну лагуну. Када се Сунђер Боб и остали врате кући, приређена им је журка добродошлице, на којој Тик и сурфери наступају. ТРТ се такође појављује, жив и здрав, и враћа господину Краби његову касу. Епизода се завршава плесом свих на плажи.

## Продукција
Епизоду „Сунђер Боб против Великог” написали су Арон Спрингер, Пол Тибит и Стивен Бенкс. Ендру Овертум и супервизор Алан Смарт били су режисери анимације, док је Спрингер радио као режисер цртачког сценарија. Епизода је први пут емитована на каналу Nickelodeon у Сједињеним Америчким Државама 17. априла 2009. године, као део прославе десетогодишњице серије. Током премијере, емитована је истовремено и на Nickelodeon Mobile-у. Платформа TurboNick, Nickelodeon-ов онлајн видео-плејер, такође је приказала кратки преглед епизоде, кратке видео-садржаје, друге епизоде серије Сунђер Боб Коцкалоне и омогућила поново гледање епизоде након телевизијске премијере.
Поред редовне глумачке екипе, глумац и музичар Џони Деп имао је гостујући гласовну улогу у епизоди као ТРТ, мајстор сурфовања који учи Сунђер Боба, Патрика и Лигњослава сурфовању. Према речима Саре Нунан, потпредседнице за таленте и кастинг у Nickelodeon-у, Деп је прихватио улогу јер су он и његова деца били обожаваоци серије. Председница анимације Nickelodeon-а, Браун Џонсон, изјавила је: „Узбуђени смо што Џони Деп гостује у специјалној епизоди Сунђер Боба, којом почиње прослава десетогодишњице серије [...] Ово је велика година за нашег сунђерастог пријатеља, а неке од највећих звезда помажу нам да га прославимо на посебан начин током целе године.” Остали гости у епизоди били су Дејви Џоунс, британски музичар и члан бенда The Monkees, који у епизоди глуми самога себе, на дну мора поред свог ормарића, као и Брус Браун, који је дао глас наратору епизоде. Песма „Daydream Believer” од групе The Monkees пуштена је током одјавне шпице.
Дана 3. марта 2009. године, епизода је постала доступна у DVD компилацији истог имена, у издању Nickelodeon-а и Paramount Home Entertainment-а. Такође је објављена у компилацији шесте сезоне серије. Дана 4. јуна 2019. године, епизода је објављена у збирци SpongeBob SquarePants: The Next 100 Episodes DVD, заједно са свим епизодама од шесте до девете сезоне.

## Пријем
Премијера епизоде 17. априла 2009. привукла је око 5,8 милиона гледалаца, што је било за 1,6 милиона гледалаца више од најгледаније епизоде Сунђер Боба из претходне недеље. Епизода је постала пета најгледанија Nickelodeon-ова емисија у тој години и забележила је значајан пораст гледаности међу свим категоријама деце и тинејџера.
Епизода је углавном добила позитивне критике. Кери Брајсон са веб-сајта About.com је написала да ће „родитељи такође бити задовољни, јер епизода не садржи ружне речи нити непримерене шале”. У својој рецензији за Blogcritics, Меди Пумилија је написала: „Као и већина епизода Сунђер Боба, ова је била комично генијална. Посебно ми се допала љубавна веза господина Крабе и његове касе. Урнебесно је. Најбољи део епизоде, по мом мишљењу.” Ијан Џејн са веб-сајта DVD Talk је рекао да је „епизода апсолутно вредна гледања, захваљујући уобичајено високом квалитету, необичној анимацији и слојевитом хумору.” Ерих Аспершлагер са веб-сајта DVD Verdict описао је епизоду као „забаван омаж сурферској култури, и подржана је солидним пакетом од шест новијих Сунђер Боб авантура”. Дејвид Хинкли из новина New York Daily News дао је епизоди 4 од 5 звездица и написао: „Све је супер кад не заборавиш да се забављаш.” Daily Mirror је гостујућу гласовну улогу Џонија Депа описао као „потпуно таласасту (или тако нешто)”. Ел Џеј Перез из News Observer-пише да лик Џонија Депа „више личи на сурфера-пљачкаша банака којег је играо Патрик Свејзи у култно лошем филму Тачка прекида, него на било ког другог Деповог јунака.”
Године 2010, епизода је била номинована за Златни колут у категорији за најбољу монтажу звука у телевизијској анимацији. Такође је била номинована за награду Ени у категорији за најбоље кућно DVD издање.
DVD издање епизоде добило је углавном позитивне критике. Горд Лејси са веб-сајта TV Shows on DVD је у својој рецензији написао да је квалитет видеа „прилично добар”, а звук „пристојан, али је позадински звук из претходних издања бољи”. Дени Кокс са веб-сајта Inside Pulse је навео да формат пуног екрана „изгледа врло добро”, а да „звук у Dolby Digital стерео формату такође звучи сјајно”.